# Raspoutitsa

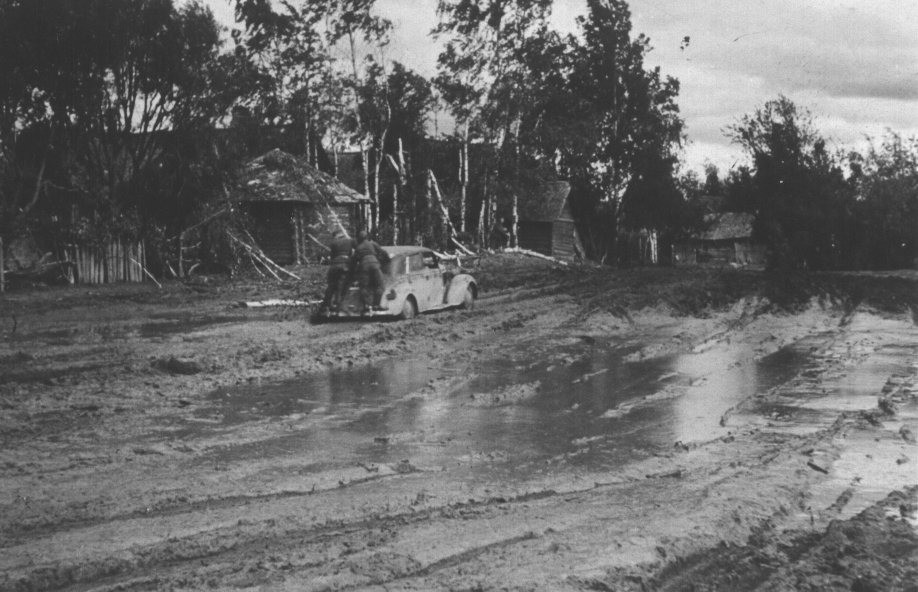
Raspoutitsa durant l'offensive allemande de 1941 (opération Barbarossa).

La raspoutitsa (en russe : распу́тица, littéralement « saison des mauvaises routes ») désigne, en Russie, Biélorussie et Ukraine, les périodes de l'année durant lesquelles, du fait de la fonte des neiges au printemps ou des pluies d'automne, une grande partie des terrains plats se transforment en mer de boue sous l'action de l'eau. Le phénomène affecte particulièrement les routes lorsqu'elles ne sont pas asphaltées.

## Histoire
La raspoutitsa a joué un rôle crucial durant les différentes guerres en Europe orientale, notamment lors de l'Invasion mongole de la Rus' de Kiev. L'armée tataro-mongole n'est pas parvenue à franchir les cent dernières verstes (environ 107 km) qui la séparaient de Novgorod, à cause de la raspoutitsa de printemps.[réf. souhaitée]
La raspoutitsa a également fortement freiné la Grande Armée de Napoléon lors de sa campagne de Russie,.
Lors de la Seconde Guerre mondiale, la Blitzkrieg fut quasiment stoppée par la boue en l'absence d'un réseau routier pavé, rendant les chars les plus puissants inutilisables. Un des véhicules les plus appréciés était alors la moto chenillée. L'armée soviétique eut alors plus de temps pour se préparer à la bataille de Moscou.
Au début de l'invasion de l'Ukraine par la Russie en février 2022, la raspoutitsa freine la progression des chars russes,.

## Galerie de photographies

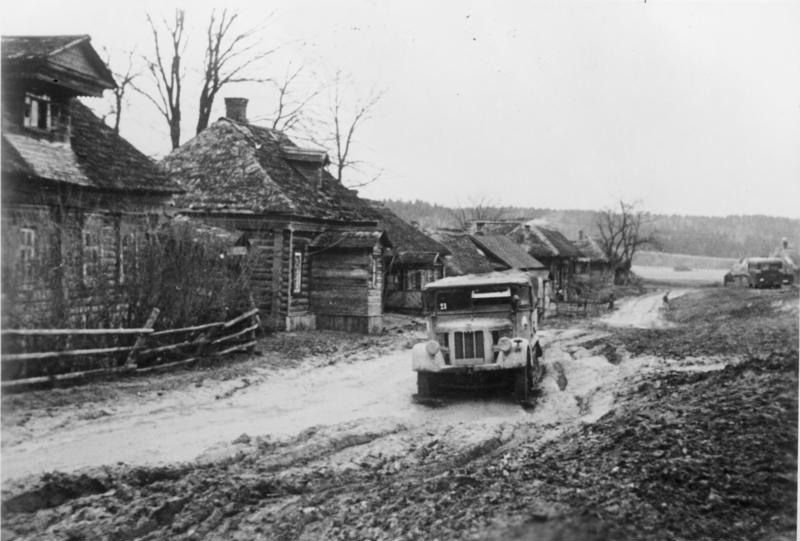
Rue de village près de Moscou, novembre 1941.
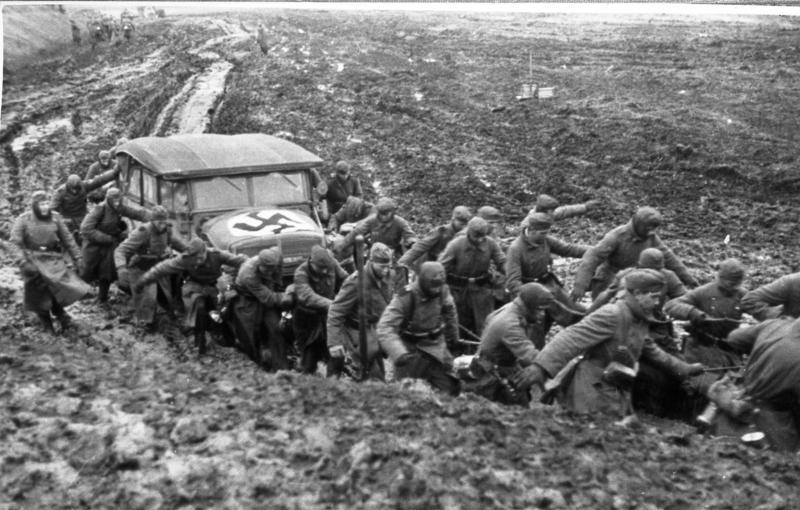
Soldats de la Wehrmacht tirant une voiture dans la boue, novembre 1941.
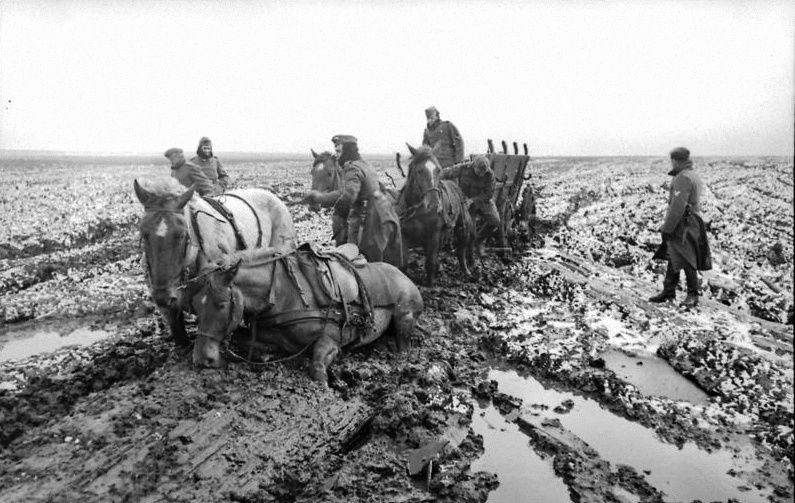
Télègue et son attelage de la Wehrmacht (qui les a probablement réquisitionnés), profondément enlisés dans la boue, mars-avril 1942.

## Peinture
- Arkhip Kouïndji : La Raspoutitsa d'automne[8] (Осенняя распутица), 1872
- Alexeï Savrassov : Raspoutitsa (Распутица), 1894
- Andreï Riabouchkine : Rue de Moscou un jour de fête au XVIIe siècle (Московская улица XVII века в праздничный день), 1895

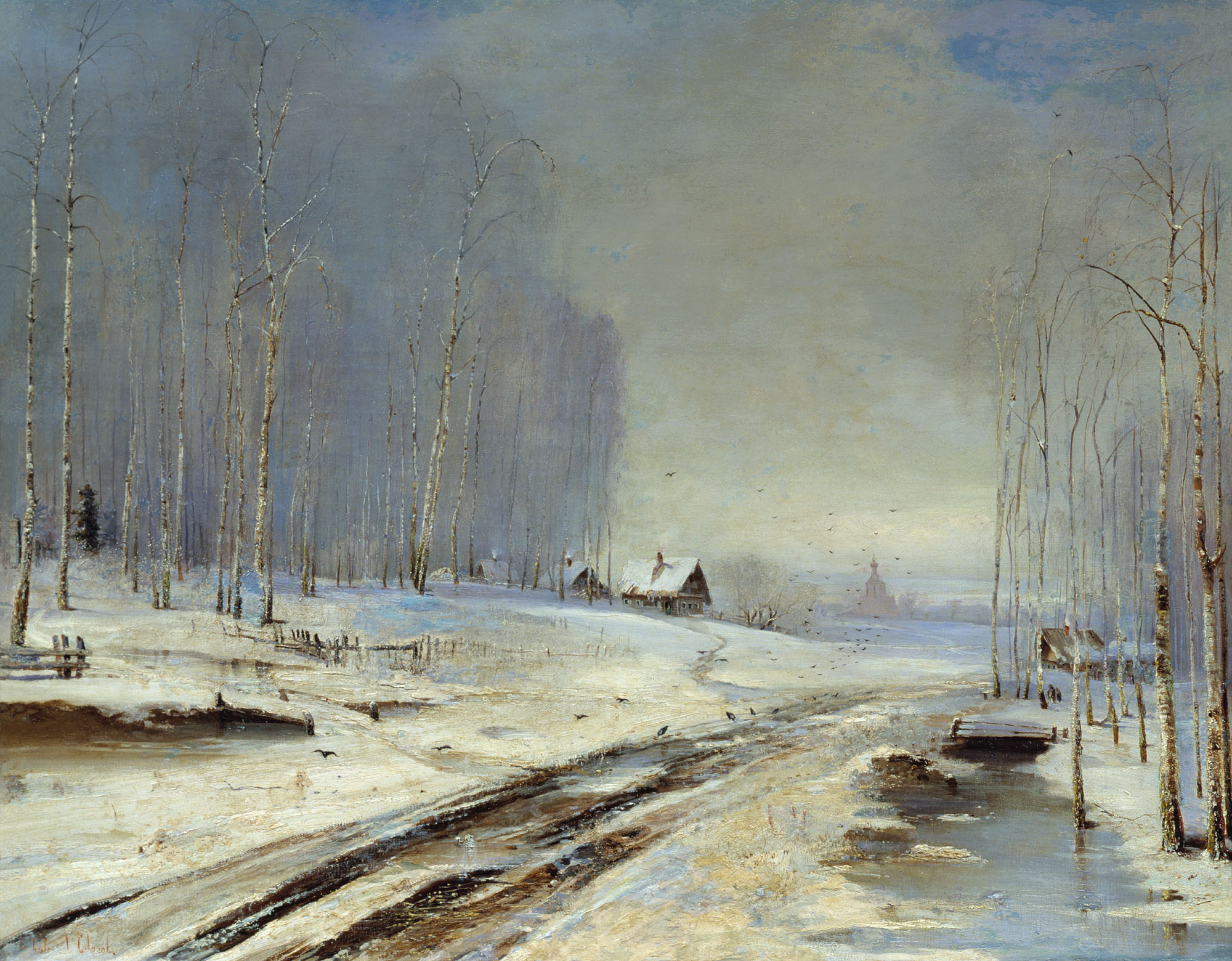
Alexeï Savrassov : Raspoutitsa, 1894.
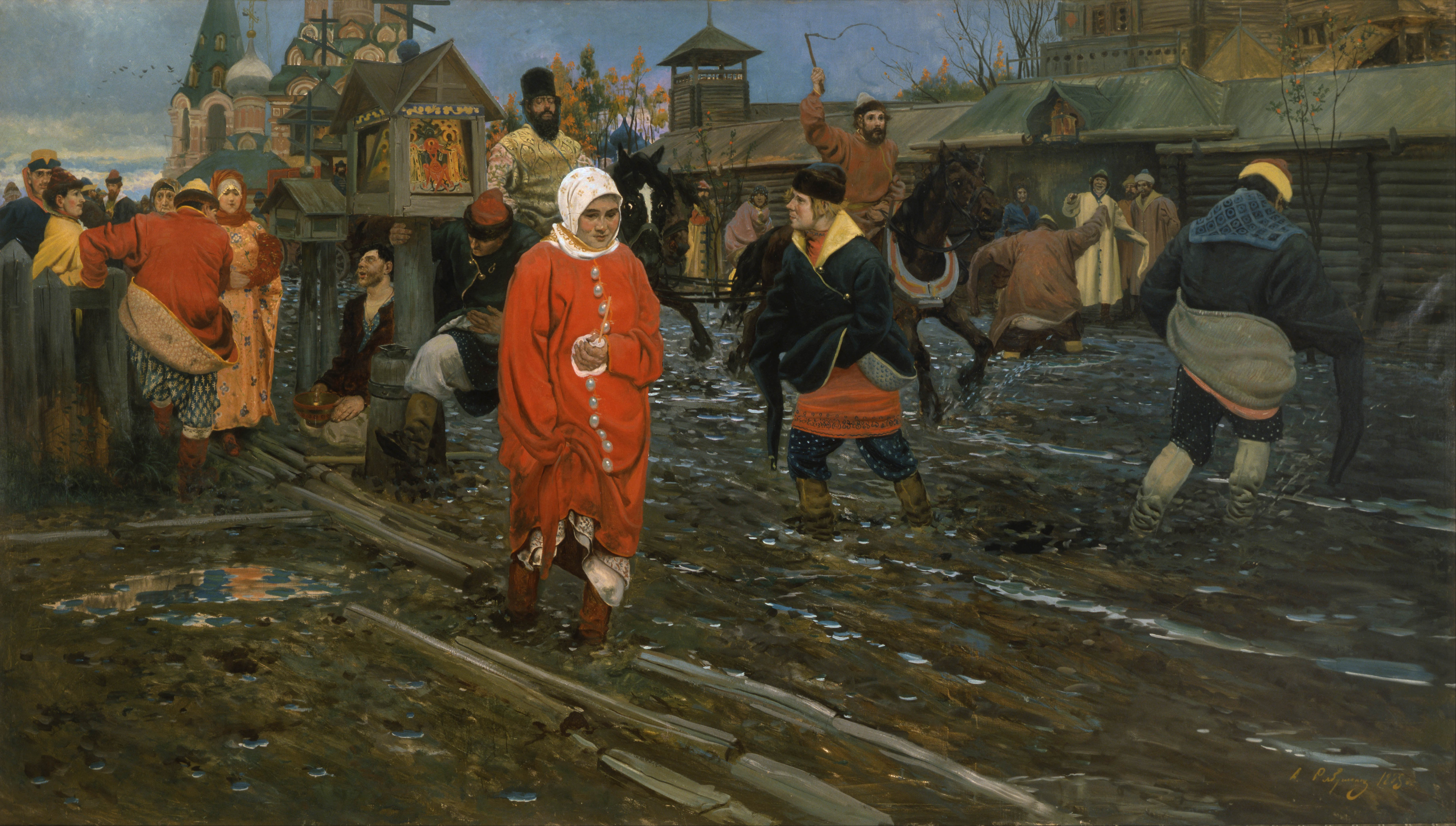
Andreï Riabouchkine : Rue de Moscou un jour de fête au XVIIe siècle, 1895.